# Arabia Deserta

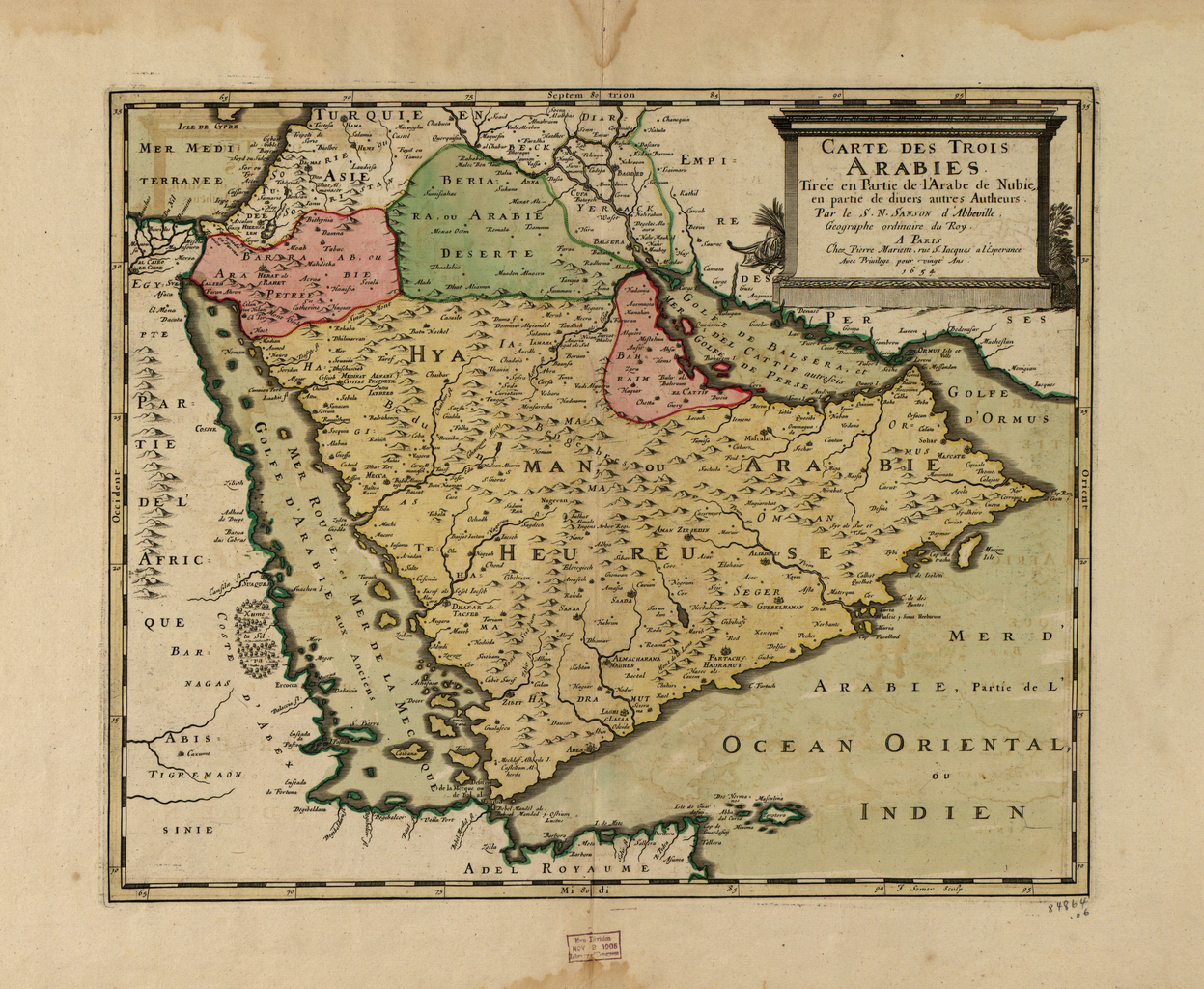
Arabia Deserta (zaznaczona kolorem zielonym) na mapie trzech Arabii z 1654 r.

Arabia Deserta (łac. Arabia Pustynna) – termin, którym w starożytności określano wewnętrzną, pustynną część Półwyspu Arabskiego przylegającą do Mezopotamii.
Starożytna Arabia Deserta była zamieszkana głównie przez plemiona nomadów napadających na bogatsze obszary, takie jak Mezopotamia na wschodzie czy położona na południu Arabia Felix. Rzymianie podzielili Półwysep Arabski na Arabię Deserta (zwaną w późniejszych czasach Beriara), Arabię Felix (Szczęśliwą, późn. Hjaman) oraz Arabię Petraea, czyli Skalistą (Barraab). Niekiedy stosowano też określenie Arabia Palmirena dla regionu wokół miasta Palmyra.
Nazwa ta w odniesieniu do pustynnej części Półwyspu Arabskiego popularna była w Europie jeszcze w XIX i XX wieku.